# Izraelská policie

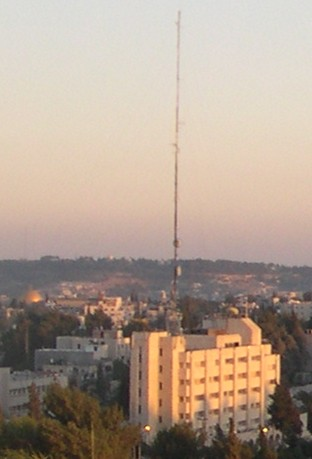
Národní centrála izraelské policie v Jeruzalémě

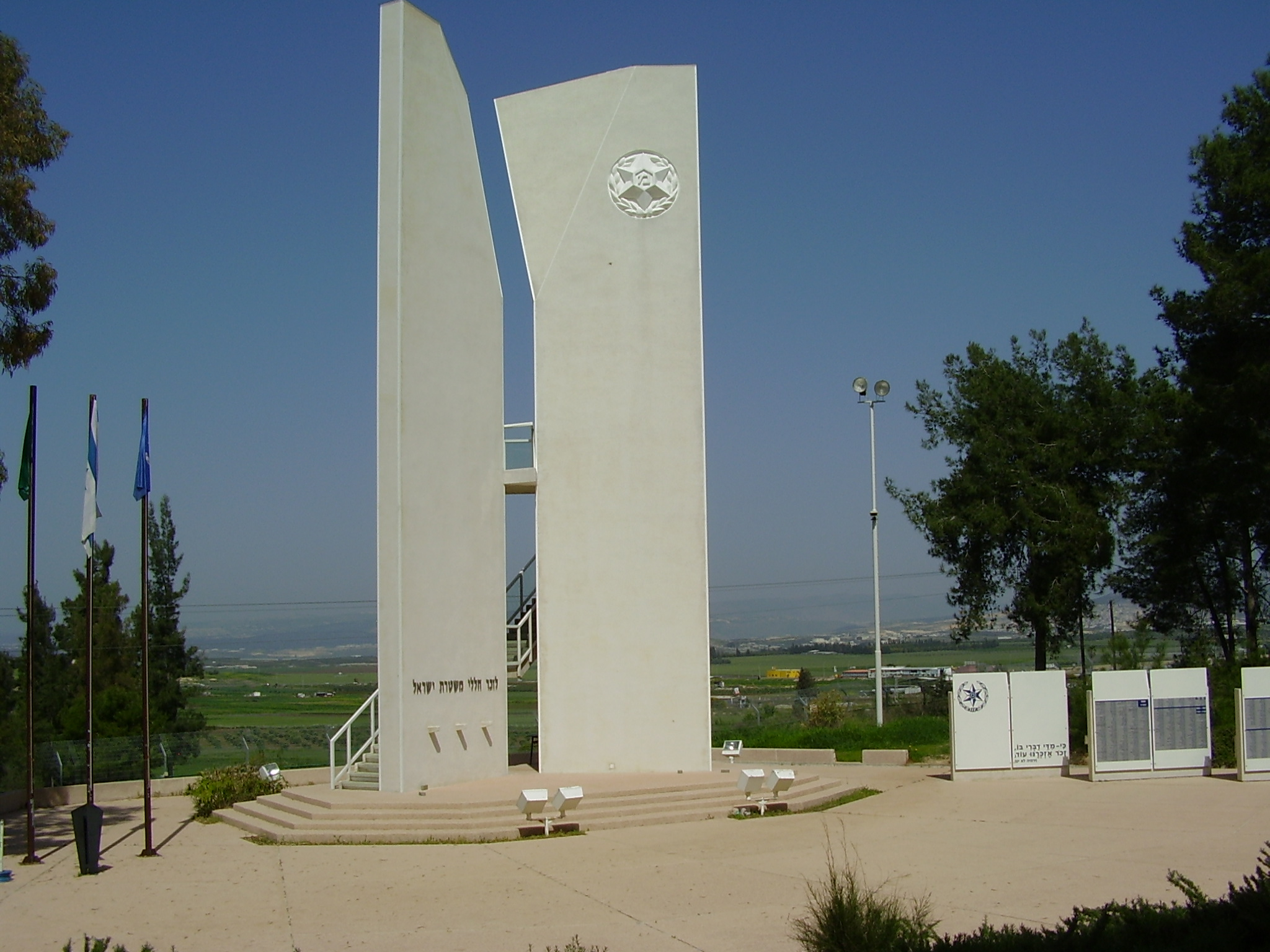
Izraelská policie pomník

Izraelská policie (hebrejsky: משטרת ישראל, Mišteret Jisra'el) je ozbrojený bezpečnostní sbor Státu Izrael, státní policie s působností na celém území Izraele. Plní zejména úkoly ve věcech vnitřního pořádku a bezpečnosti, a to prostřednictvím svých příslušníků (policistů), kteří jsou organizováni v různých útvarech. Policie je podřízena Ministerstvu pro vnitřní bezpečnost. Současný policejní prezident je Dudi Cohen. Izraelská policie má bezplatnou linku 100.
Národní centrála izraelské policie je sídlem izraelské policie, která se nachází v Kirjat Menachem Begin v Jeruzalémě.

## Zbraně a zařízení
Izraelští policejní důstojníci jsou ve službě povinni nosit osobní střelné zbraně. Důvodem je skutečnost, že mezi povinnosti izraelské policie patří i boj proti terorismu a každý policista musí být schopen zasáhnout v případě teroristického útoku. Dalším důvodem je, že existují hrozby únosů policistů palestinskými teroristickými skupinami jako je Hamas či Tanzim.
Každý policista je vyzbrojen pistolí, kterou obvykle nosí i mimo službu. Také každý hlídkový vůz musí mít nejméně jednu pušku. Policejní dobrovolníci jsou obvykle ozbrojení Karabinou M1, kterou vrátí do policejní zbrojnice po ukončení služby. Dobrovolníci, kteří mají zbrojní průkaz, mohou použít i vlastní osobní zbraň, jako zbraň pro osobní obranu i během policejní služby pod podmínkou, že zbraň i střelivo je schváleno policií (9 mm). Mezi zbraně vlastněné a nošené dobrovolníky patří pistole Glock a pistole Jericho 941 (obdoba CZ-75).
Těžká výzbroj jako útočné pušky, sniperské pušky a nesmrtící zbraně jsou přiřazovány podle výkonu činnosti u policie.
Pohraniční policisté nosí jako standardní osobní zbraň útočné pušky M16 a mohou je mít i v době mimo službu (jako pěchota Izraelských obranných sil).

### Používaná výzbroj

#### Standardně používané pušky (nebojové)
- M1 Karabina
- M1A1 Karabina (modernizovaná M1 Karabina)
- M1 Carbine bullpup
- Micro-Galil 5.56 mm samopal

#### Standardně používané útočné pušky (bojové)
- M16, CAR-15, M4
- Galil

#### Sniperské pušky
- Remington 700
- Mauser SP66
- Mauser K98 (hlavně Civilní stráž)
- M14 (hlavně Izraelská hraniční policie)
- Galac - Galil Calafim

#### Ruční zbraně
- IMI Jericho 941
- Beretta 71 .22LR
- Browning HP
- Glock 17 (pouze Jamam a další speciální jednotky)

#### Nesmrtící zbraně
- policejní obušky
- slzné granáty
- oslňující granáty
- gumové projektily
- pepřový sprej
- vodní dělo

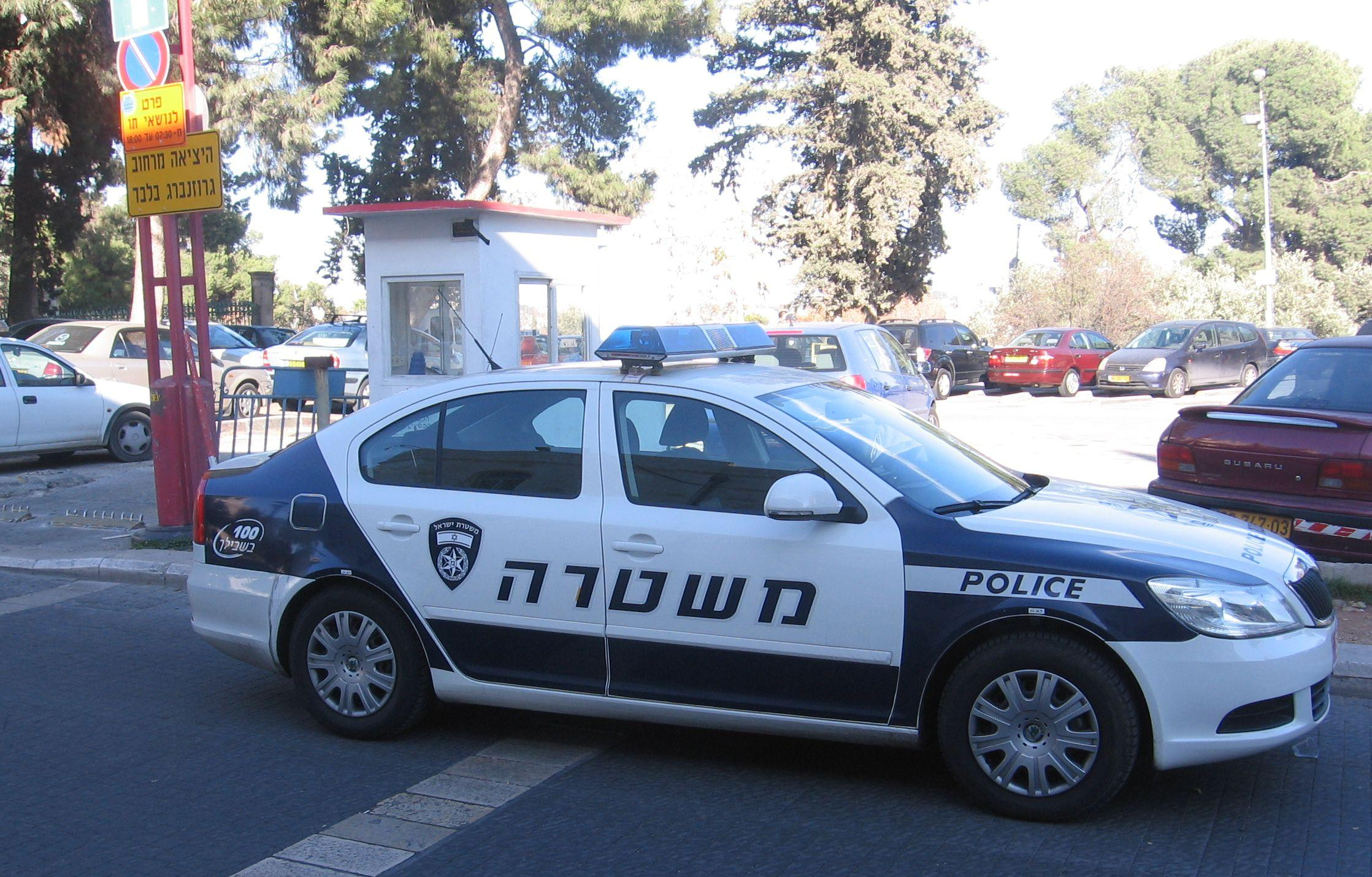
Izraelské policejní auto, Škoda Octavia II
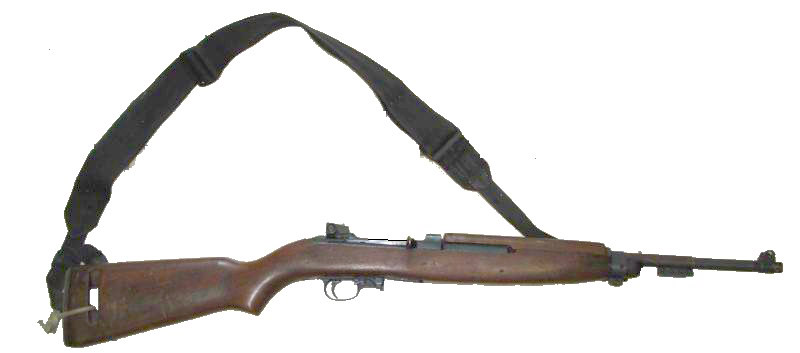
M1 Karabina
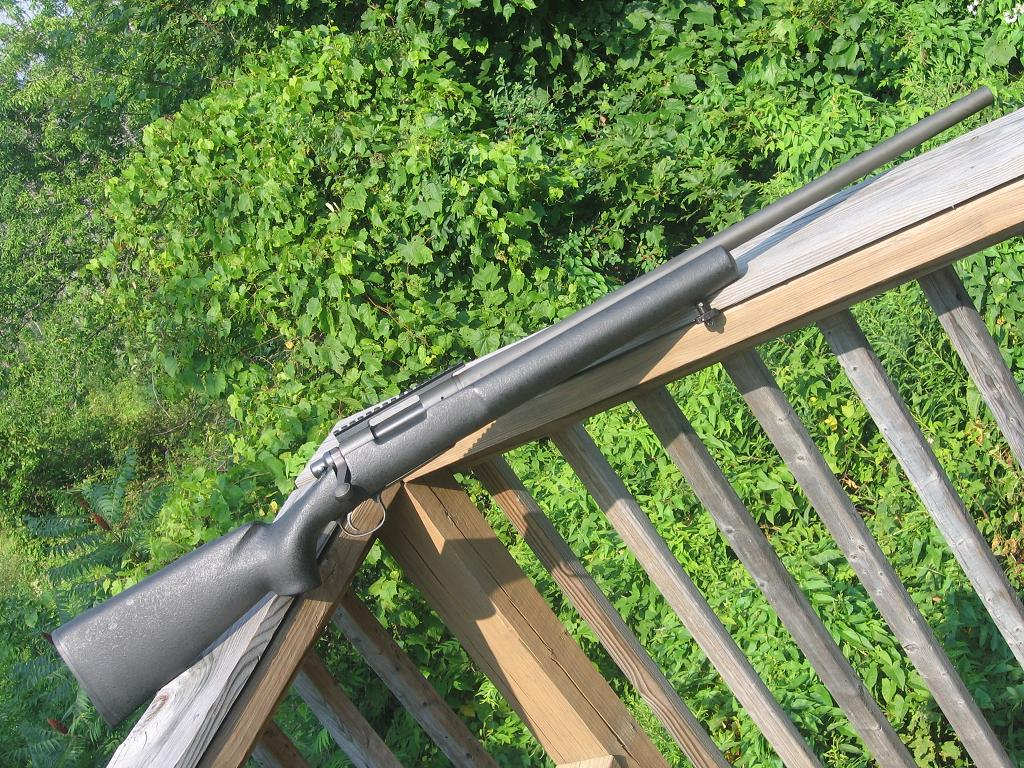
Remington 700
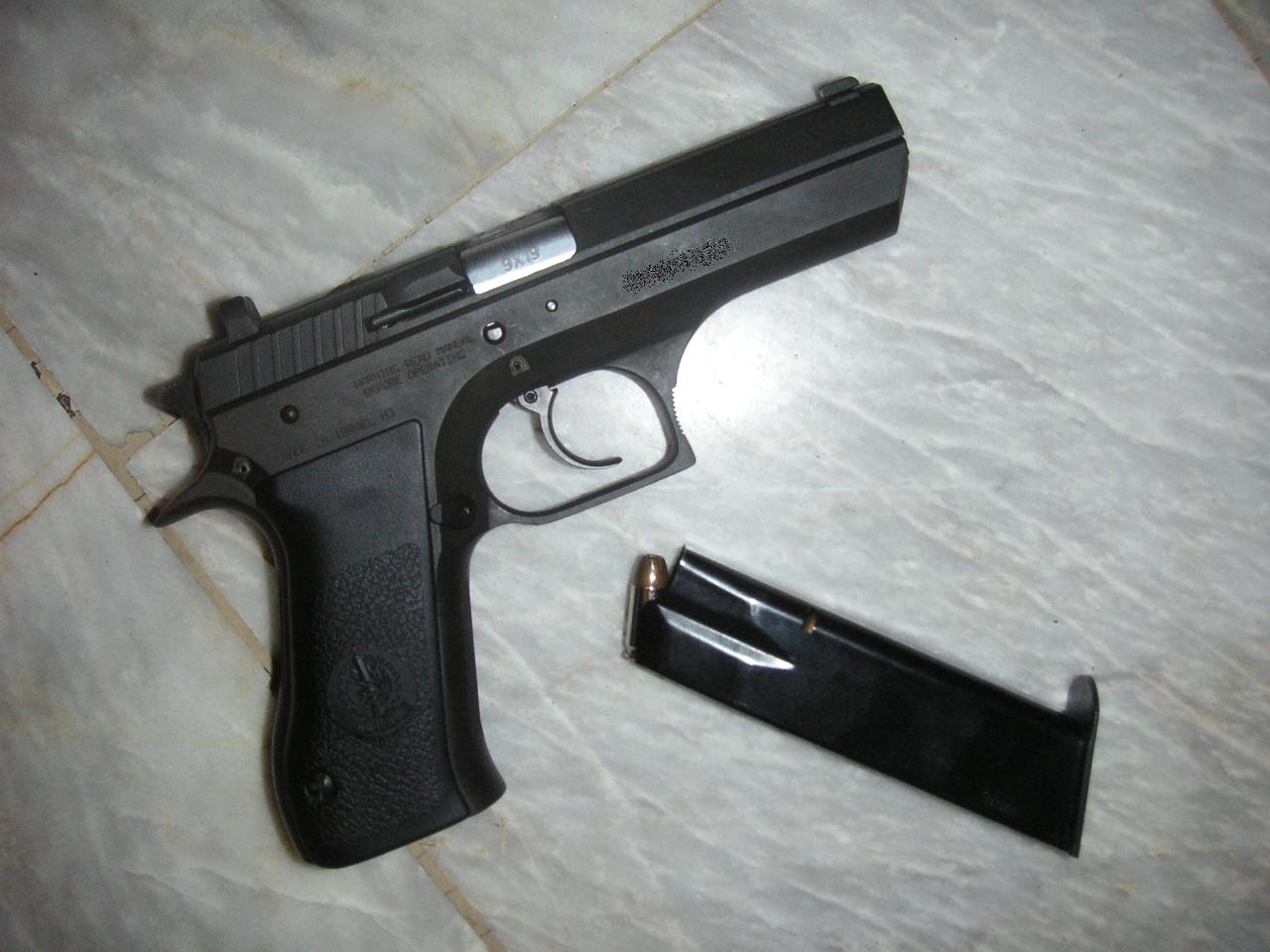
Jericho 941